# 魏璘
魏璘（?—?），五代十国、辽朝占卜者。
魏璘初为后晋人，以善於占卜而著称于世。947年，辽太宗入开封灭后晋，他与王白等人一起被辽太宗得到。辽世宗、辽穆宗时，所卜多中。遇有难以决断的军国政事，辽帝常因他占卜灵验而测问天意。穆宗应历年间，后周兵入燕地。辽穆宗问其成败，他释周姓“柴”字与“燕”字，以“燕”下有“火”、“柴”入“火”，必焚。 后来因曾为太平王耶律罨撒葛卜僭立事，免死，流徙乌古部。被盗贼所杀。